# ウタパオ国際空港
ウタパオ国際空港（ウタパオこくさいくうこう、タイ語: ท่าอากาศยานนานาชาติอู่ตะเภา ระยอง พัทยา, 英語: U-Tapao International Airport）とは、タイのラヨーン県バーンチャーン郡にある国際空港である。タイ王国海軍のウタパオ海軍航空基地に併設されている。
タイの国際的なリゾート地、パッタヤーまでは車で約1時間の距離にある。

## 歴史
ウタパオは、ベトナム戦争の期間中、アメリカ軍の重要な作戦基地であり、B-52爆撃機やKC-135空中給油機が駐留していた。アメリカ軍の保養地として、近隣のパッタヤーの開発が進んだ。
空港の入り口には軍の検問所があり空港利用者以外の立ち入りには身分証の提示が必要。空港内には官民両用の空港らしくAV-8ハリアーなどを見ることができた。
民間航空会社による定期便の他、国際チャーター便、貨物便の離着陸もある。
2008年11月から12月にかけてタイ・バンコクで発生した反政府勢力によるバンコク国際空港などの封鎖の際、代替空港として使用された。2016年までに、バンコク近郊の第三空港として改修される。
エアバスとタイ国際航空は、新たなジョイント・ベンチャーによる保守整備施設(MRO)をウタパオに設立することで合意した。新しいMROセンターは、アジア太平洋地域で最新、かつ幅広い機種に対応する施設の1つとして、すべてのワイドボディ機の整備、ライン整備を担う予定。。
2020年6月、バンコク・エアウェイズ、en:BTS Group Holdings、シノタイ・エンジニアリング & コンストラクション（STEC）が出資したBBS Joint Ventureにより、2900億バーツを投じて、空港の拡張工事、および周辺の開発が行われることが決まった。

## 就航航空会社と就航都市
| 航空会社               | 就航地               |
| ---------------------- | -------------------- |
| バンコク・エアウェイズ | サムイ島、プーケット |
| タイ・ライオンエア     | チェンマイ           |
|                        |                      |
| エアアジア             | クアラルンプール     |
| S7航空                 | イルクーツク         |

2023年6月現在

## 交通アクセス
パタヤ方面
- ミニバス 250バーツ
- タクシー 1,000バーツ